# Bunium capusii
Bunium capusii là một loài thực vật có hoa trong họ Hoa tán. Loài này được (Franch.) Korovin mô tả khoa học đầu tiên năm 1927.